# لاونونه
لاونونه (به ایتالیایی: Lavenone) یک کومونه در ایتالیا است که در استان برشا واقع شده‌است.

## خصوصیات
لاونونه ۳۱ کیلومترمربع مساحت و ۶۱۲ نفر جمعیت دارد.